# 부산수영경찰서
부산수영경찰서는 부산광역시경찰청이 관할하는 경찰서 중 하나이다. 부산광역시 수영구 일대를 관할한다.

## 기본 정보
- 주소: 부산광역시 수영구 망미번영로74번길 34
- 우편번호: 48230

## 연혁
- 2025년 8월 5일 개서.

## 같이 보기
- 부산광역시경찰청